# Significant Others
Significant Others is een Amerikaanse televisieserie. De serie liep van 11 maart 1998 tot 25 maart 1998 op FOX. Er werden slechts drie afleveringen uitgezonden, daarna werd de serie geannuleerd. In totaal zijn er zes afleveringen geproduceerd.

## Verhaal
Significant Others gaat over de drie goede vrienden Nell, Henry en Campbell die in Los Angeles een appartement delen.

## Rolverdeling
- Jennifer Garner - Nell Glennon
- Scott Bairstow - Henry Callaway
- Eion Bailey - Campbell Chasen
- Michael Weatherly - Ben Chasen
- Elizabeth Mitchell - Jane Chasen
- Richard Masur - Leonard Chasin
- Nicki Aycox - Brittany
- Jennifer Savidge - Bev Chasin
- Robert Desiderio - C. Michael Thornton
- Joseph D. Reitman - Stu

## Afleveringen
Seizoen 1
| Nr. | Titel aflevering   | Uitzenddatum VS  |
| --- | ------------------ | ---------------- |
| 1   | Pilot              | 11 maart 1998    |
| 2   | The Next Big Thing | 18 maart 1998    |
| 3   | The Plan           | 25 maart 1998    |
| 4   | The Shoot          | Niet uitgezonden |
| 5   | My Left Kidney     | Niet uitgezonden |
| 6   | Matters of Gravity | Niet uitgezonden |